# Tharra ocellata
Tharra ocellata är en insektsart som beskrevs av Metcalf 1946. Tharra ocellata ingår i släktet Tharra och familjen dvärgstritar. Inga underarter finns listade i Catalogue of Life.